# Blažkův mlýn
Blažkův mlýn v Otradově v okrese Chrudim je vodní mlýn, který stojí na pravém břehu potoka Krounka ve východní části obce. Je chráněn jako nemovitá kulturní památka České republiky.

## Historie
Mlýn je poprvé písemně zmíněn roku 1792. Umělecké složení s jednou válcovou stolicí  pochází z roku 1920, původní obyčejné složení bylo doplněno o pár francouzských kamenů. V roce 1930 byl přidán pro náhradní pohon motor Lorenz, roku 1946 elektromotor. Poslední vodní kolo zhotovil sekerník Josef Žejdlík ze Svratouchu. Provoz mlýna byl ukončen k roku 1951.

## Popis
Venkovský roubený obilní mlýn na vodní pohon má dochované zbytky kola a náhonu a téměř kompletní technologické vybavení, které vyplňuje mlýnici až do vrcholu krovu. Budova obdélného půdorysu je založená na svahu z důvodu spádu vody. Na straně níže položeného terénu je vysoká kamenná podezdívka. Ta na severní straně přechází v návodní zeď s otvorem pro hřídel vodního kola. Zde je paleční kolo litinové a převody k pohonu uměleckého složení.
Voda na vodní kolo vedla náhonem od stavidla a odtokovým kanálem se vracela zpět do potoka. Lednice byla v rámci oprav přestavěna. Dochované vodní kolo na vrchní vodu bylo první dřevěné vodní kolo v této oblasti a mělo částečně zaoblené lopatky. K roku 1930 je uváděno 1 kolo na svrchní vodu (hltnost 0,15 m³/s, spád 3,6 m, výkon 4,3 HP).